# Real Club Deportivo de La Coruña
O Real Club Deportivo de La Coruña (lit.  "Real Clube Desportivo da Corunha"), comumente referido como en galego como Deportivo da Coruña, e coloquialmente como Dépor, é um clube de futebol profissional espanhol sediado na Corunha, Galiza. Fundado em 1906, disputa atualmente a La Liga 2. O seu maior rival é o Celta de Vigo, com quem faz o dérbi da Galiza, também conhecido como dérbi galego e "o noso dérbi" ou #ONosoDerbi em redes sociais.

## História

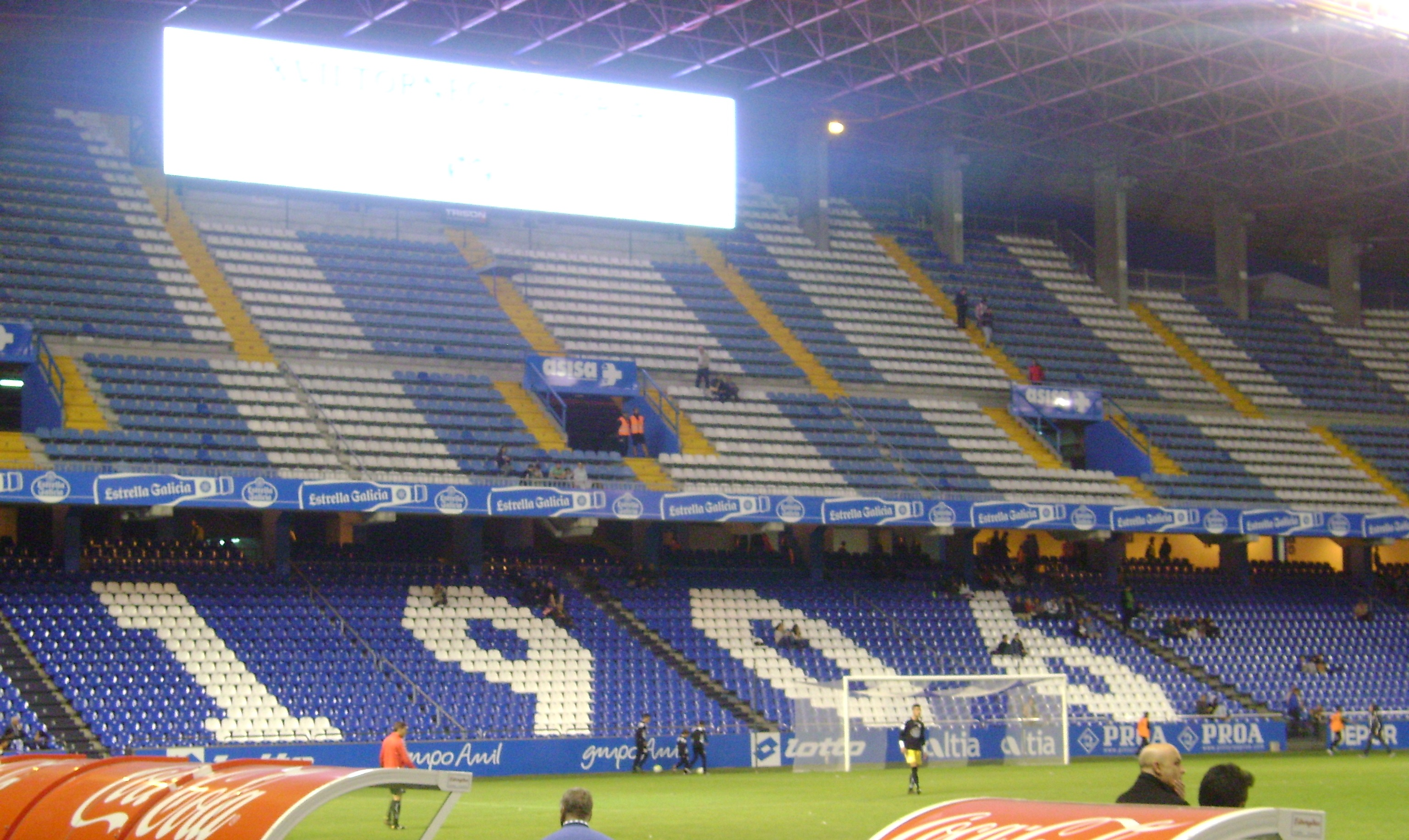
O time foi fundado em 1906.

O primeiro título oficial foi um Concurso Espanha em 1912, competição agora desaparecida. Contudo, o primeiro grande título é a Copa do Rei conseguida em Madrid, em 1995, num jogo disputado em dois atos devido a uma grande chuva. A equipe era treinada por Arsenio Iglesias, sendo seus jogadores-chaves Cláudio, Aldana, Fran, Mauro Silva e Bebeto. Em três anos, de 1994 a 1996, o clube obteve um vice-campeonato e três terceiros lugares na Liga, além de uma Copa do Rei e uma Supercopa da Espanha.
Depois de seis participações na Taça UEFA e uma na desaparecida Taça dos Clubes Vencedores de Taças, o Deportivo levanta sua primeira taça de Campeão da Liga Espanhola na temporada 1999–2000, a primeira equipa da Galiza em o conseguir, com Songo'o, Djalminha, Fran, Mauro, Donato, Naybet e Makaay como protagonistas e Javier Irureta como treinador. Deste jeito, se convertiu em un dos nove times em ser campeões da Liga Espanhola. 

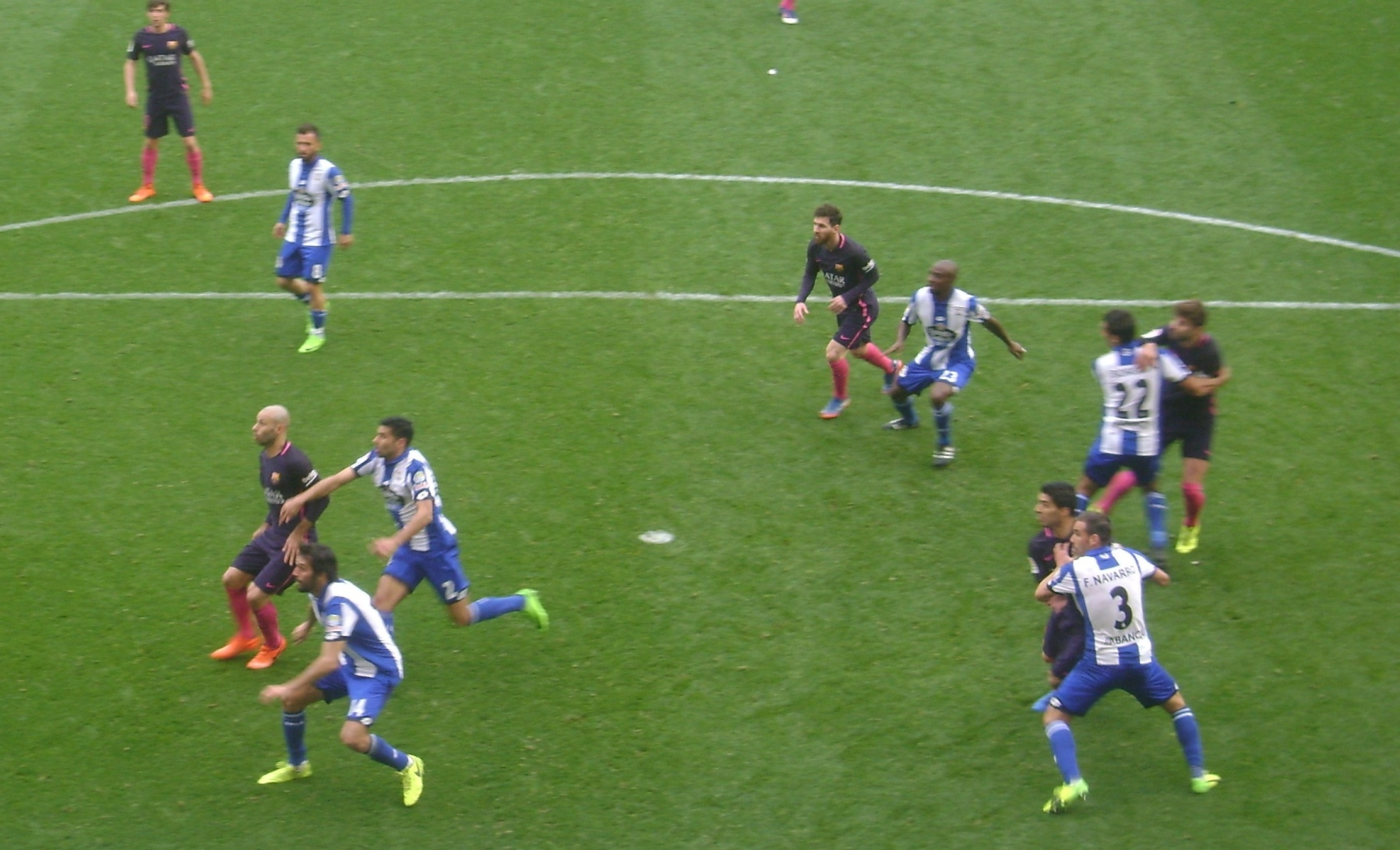
Jogo disputado entre o Deportivo de La Coruña e o Barcelona com resultado de 2–1 favorável aos galegos. O Deportivo acabou com a seqüência de 19 partidos sem perder na Liga que levava o Barça.

A partir daí, se passaram cinco anos de sucesso na Liga dos Campeões da UEFA, onde o time galego ganhou ao Arsenal, Bayern, Juventus, Milan ou Manchester United. Foi o primeiro time espanhol em vencer ao Bayern na Alemanha. O time chegou até as semifinais do torneio após golear 4–0 ao Milan de Dida, Cafu, Alessandro Nesta, Maldini, Rui Costa, Gattuso, Pirlo, Seedorf, Kaká, Shevchenko e Inzaghi treinado por Carlo Ancelotti numa noite histórica que ficou gravada na memória da paróquia deportivista, ao conseguir virar o 4x1 da ida. Foi a maior virada da história da Liga dos Campeões da UEFA até então. Esse jogo foi eleito o terceiro da história da Champions League pelo jornal The Guardian e entre os 50 melhores da história do futebol pelo Marca. O clube conseguiu também dois novos vice-campeonatos da Liga e uma nova Copa do Rei em 2002, numa final disputada em pleno Estádio Santiago Bernabéu contra o Real Madrid, de Roberto Carlos, Figo, Zidane ou Raúl no dia em que o clube merengue celebrava o seu centenário.
Na La Liga de 2017–18, o clube fez uma campanha pífia e acabou rebaixado à Segunda División com três rodadas de antecedência junto a Málaga e Las Palmas que haviam sido rebaixados na rodada anterior. A queda foi confirmada após uma derrota por 4–2 em casa frente ao Barcelona, que, curiosamente se sagrou campeão nacional com a vitória nesta partida. O Deportivo já sofria com o rebaixamento há algumas temporadas, tanto que esse foi o terceiro descenso em sete anos. As outras vezes foram em 2011 e 2013, sempre com o time conseguindo o acesso à elite logo na temporada seguinte.
Em 21 de julho de 2020, mesmo sem jogar e na combinação de resultados, caiu para a Segunda División B (equivale a terceira divisão) da liga espanhola. Nessa divisão o clube bate o recorde de sócios, com 22 364 e de assistência a um jogo da divisão. Em 2024 o clube voltou à segunda divisão.

## Estádio
Estádio Municipal de Riazor, 34 600 lugares
- Inauguração: 28 de outubro de 1944
- Dimensões do campo: 105 m x 68 m

## Elenco
- Atualizado em 5 de dezembro de 2024.

## Dados do clube
- Temporadas em 1ª: 42
- Temporadas em 2ª: 38
- Temporadas em 2ª B: 1
- Temporadas em 3ª: 1

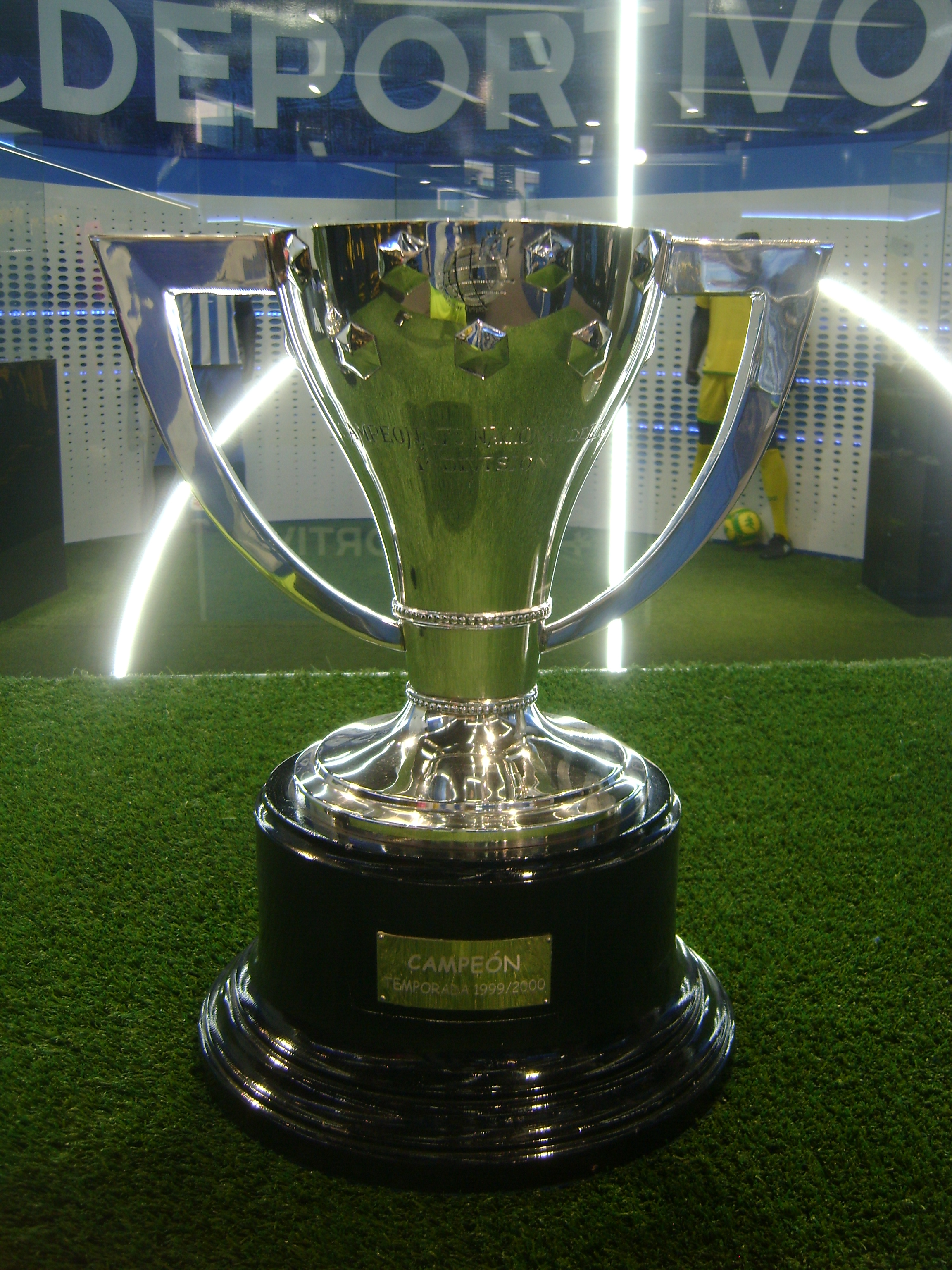
Troféu de La Liga 99/00. O Deportivo é um dos nove times que foram campeões de La Liga.

- Melhor posição na Liga: 1º (temporada 1999–2000)
- Pior posição na Liga: 18º (temporada 2010–11)

## Títulos

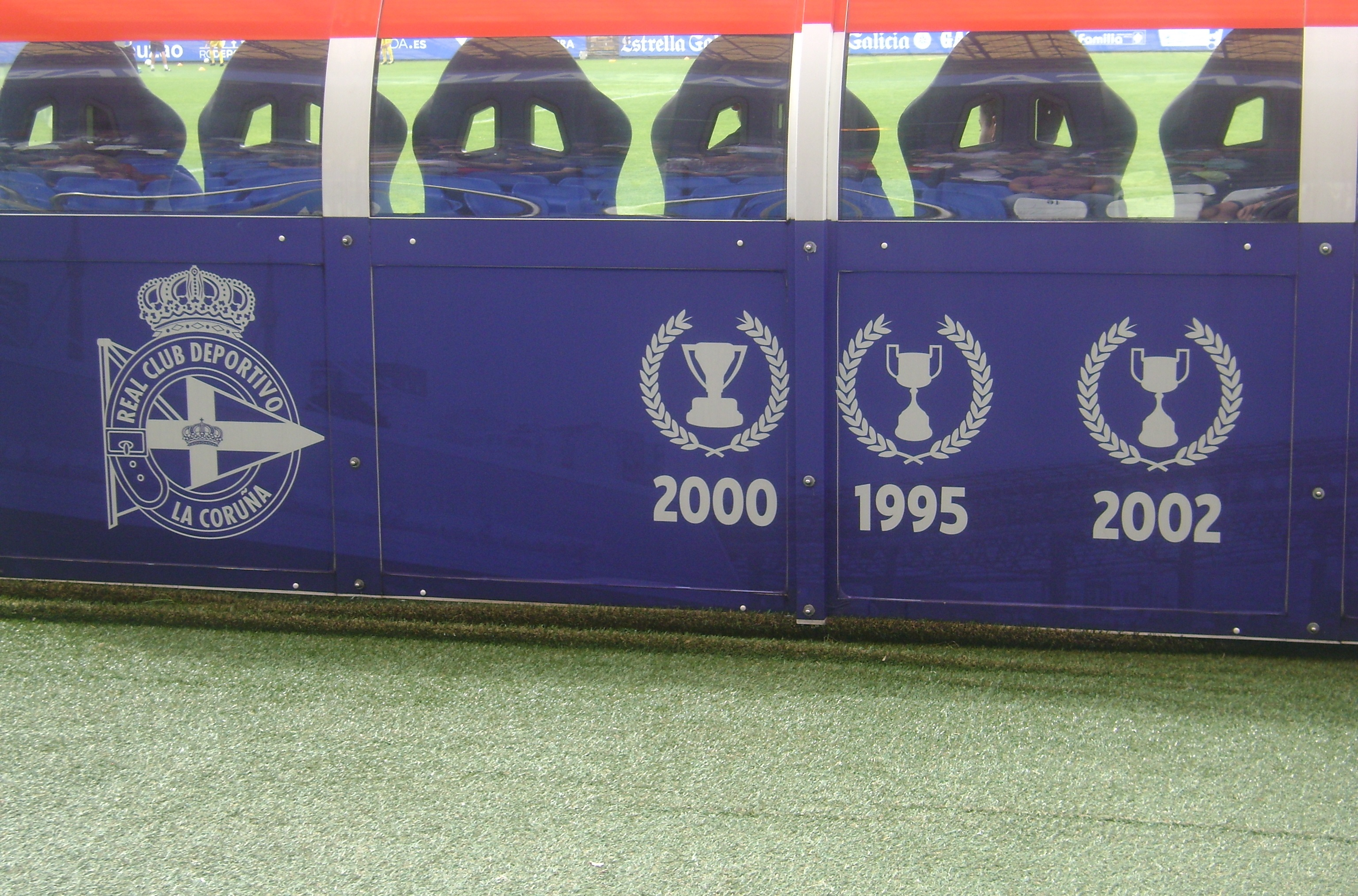
Principais títulos do Deportivo de La Coruña.

| NACIONAIS  | NACIONAIS                        | NACIONAIS | NACIONAIS                                             |
|            | Competição                       | Títulos   | Temporadas                                            |
| ---------- | -------------------------------- | --------- | ----------------------------------------------------- |
|            | Campeonato Espanhol              | 1         | 1999-00                                               |
|            | Copa do Rei                      | 2         | 1994-95 e 2001-02                                     |
|            | Supercopa da Espanha             | 3         | 1995, 2000 e 2002                                     |
| semmdolura | Campeonato Espanhol - 2ª Divisão | 5         | 1961-62, 1963-64, 1965-66, 1966-67 e 2011-12          |
| semmdolura | Campeonato Espanhol - 3ª Divisão | 1         | 1974-75                                               |
|            | Concurso Espanha                 | 1         | 1912                                                  |
| REGIONAIS  |                                  |           |                                                       |
|            | Competição                       | Títulos   | Temporadas                                            |
|            | Campeonato da Galiza             | 6         | 1926-27, 1927-28, 1930-31, 1932-33, 1936-37 e 1939-40 |
|            | Copa Galícia                     | 1         | 1946                                                  |
| TOTAL      |                                  |           |                                                       |
|            | Conquistas                       | Títulos   | Categorias                                            |
|            | Títulos oficiais                 | 20        | 13 Nacionais e 7 Regionais                            |

 Campeão Invicto

## Outros torneios
Troféu Ramón de Carranza: (1):
(1998)
  Troféu Emma Cuervo: (10)
(1955, 1962, 1964, 1983, 1984, 1990, 1999, 1994, 1999 e 2016)
  Troféu Teresa Herrera: (21):
(1955, 1962, 1964, 1969, 1995, 1997, 1998, 2000, 2001, 2002, 2003, 2004, 2005, 2006, 2007, 2008, 2012, 2014, 2015, 2016 e 2017)
 Ibérica Cup: (2):
(1999 e 2000)

### Troféu Teresa Herrera
O Troféu Teresa Herrera é um torneio de futebol que, desde 1946, é realizado na cidade da Corunha, na Galiza, Espanha. É um dos torneios mais populares do mundo, devido à grandiosidade dos clubes que o disputam. Historicamente, era disputado em dois dias e eram quatro as equipes participantes, com uma estrutura de semifinal, terceiro e quarto colocados. Porém, desde 2009 exceto em 2014, só duas equipes disputam o título em partida única, virando uma taça de um contra outro. O jogo é disputado no Estádio Riazor, normalmente na primeira quinzena do mês de agosto. O Deportivo La Coruña é o clube mandante da disputa do troféu.
Em 1959, a final foi entre o Santos de Pelé e o Botafogo de Garrincha. O alvinegro carioca voltaria ao torneio em 1996, dessa vez para sagrar-se campeão. Na final, tendo em vista que Botafogo e Juventus têm as mesmas cores, o mando de campo era do último, e o Botafogo não levara uniformes reservas, o elenco brasileiro entrou em campo com o uniforme do Deportivo da Corunha, anfitrião do torneio.
Além disso já jogaram o torneio mais outros times lendários como o Benfica de Eusébio, o Real Madrid de Alfredo Di Stéfano, La Quinta del Buitre o campeão da Champions League de 1998, o de Cristiano Ronaldo, o San Lorenzo de Los Matadores, o Dínamo de Kiev de Oleg Blokhin, o Athletic de Bilbao campeão espanhol na temporada 1955–56, o Vasco da Gama de Vavá e Orlando (titulares da seleção campeã do mundo de 1958) e o campeão do Campeonato Brasileiro de Futebol de 1997, o Fluminense de Roberto Rivelino (apelidado de A Máquina Tricolor), o Bayern de Munique de Sepp Maier e Gerd Müller, o Flamengo de Zico, o Manchester United do técnico Ron Atkinson, o Everton campeão inglês em 1987, o Liverpool de Kenny Dalglish campeão inglês em 1988, o PSV Eindhoven de Ronald Koeman treinado por Guus Hiddink campeão da Champions League em 1988, o Steaua București finalista da Champions League em 1989, o Bayern de Munique campeão alemão em 1989–90 treinado por Jupp Heynckes, o São Paulo do técnico Telê Santana e de Raí, o Barcelona do Dream Team, o Botafogo de Túlio Maravilha, a Sampdoria de Roberto Mancini finalista da Champions League em 1992, o Ajax do técnico Louis van Gaal, a Juventus campeã da Champions League de 1996, o Corinthians de Marcelinho Carioca, o Boca Juniors de El Virrey Carlos Bianchi, com Juan Román Riquelme e Martín Palermo, a Lazio campeã do Scudetto e da Copa da Itália de 2000, o Real Zaragoza de David Villa campeão da Copa do Rei de 2004, o Milan de Kaká, Cafu, Gattuso, Pirlo e Seedorf, o Sevilla de Jesús Navas e Frédéric Kanouté, o Atlético de Madrid do técnico Diego Simeone, além de vários outros grandes clubes, como Cruzeiro, Atlético Mineiro, Internacional, Nacional, Peñarol, FC Porto, Roma e Newcastle.

### Participações em competições europeias
- Participações em competições europeias: 11
- Melhor classificação na Liga dos Campeões da UEFA: Semifinal (temporada 2003/04)
- Melhor clasificação na Taça dos Clubes Vencedores de Taças: Semifinal (temporada 1995/96)
- Melhor clasificação na Taça UEFA: Oitavos de final (por três ocasiões)

## Jogadores notáveis
| - Lionel Scaloni - Fede Cartabia - Fabricio Coloccini - Juan Culio - Aldo Duscher - Germán Lux - Jonás Gutiérrez - Haris Medunjanin - Bebeto - Djalminha - Filipe Luís - Mauro Silva - Flávio Conceição - Rivaldo - Luizão - Donato - César Sampaio - Sidnei - William de Camargo - Stipe Pletikosa - Julian de Guzman - Juergen Elitim - Ibrahim Sissoko | - Celso Borges - Dudu Aouate - Fayçal Fajr - Naybet - Omar Bravo - Andrés Guardado - Ryan Babel - Roy Makaay - Jorge Andrade - Ivan Cavaleiro - Zé Castro - Bruno Gama - Diogo Salomão - Pizzi - Pauleta - Sílvio - Cezary Wilk - Morel - Florin Andone - Adrián - Juan Acuña | - Adolfo Aldana - Daniel Aranzubia - Álvaro Arbeloa - Alejandro Arribas - Álex Bergantiños - Borja Bastón - Francisco Buyo - Joan Capdevila - Cani - César Martín - Chacho - Claudio Barragán - Donato - Fabricio - Carles Gil - Fran - Arsenio Iglesias - Juanfran - Pedro Mosquera - Fernando Navarro - Ángel Lafita - Luis Alberto - Albert Luque - Pablo Marí | - Javier Manjarín - Manuel Pablo - Carlos Marchena - José Francisco Molina - Munitis - Nando - Luis Suárez - Luis Otero - Pahiño - Pedrito - Lucas Pérez - Riki - Enrique Romero - Julio Salinas - Sergio | - Toché - Diego Tristán - Juan Carlos Valerón - Víctor Sánchez - Joan Verdú - Voro - Xisco - Christian Wilhelmsson - Lassad - Emre Çolak - Fabián Estoyanoff - Diego Ifrán - Gustavo Munúa - Walter Pandiani - Federico Valverde - Miroslav Đukić - Slaviša Jokanović |

## Uniformes

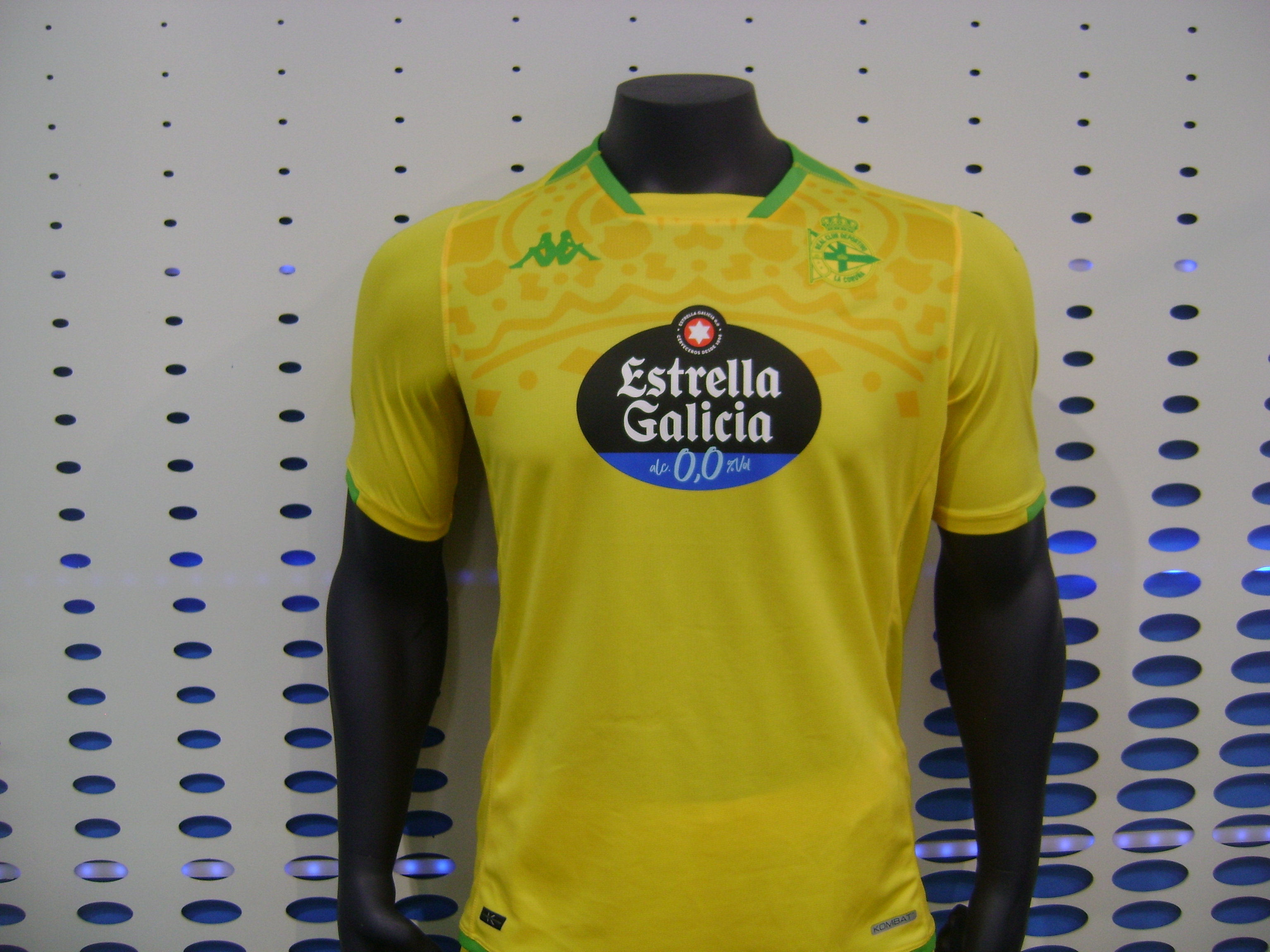
Segundo uniforme do Deportivo de La Coruña na temporada 23/24 que homenageia à seleção brasileira de 1994, na que Mauro Silva de Bebeto foram campeões do mundo e disputaram a final.

### 1º Uniforme
| 2020–2021 | 2019–2020 | 2018–2019 | 2017–2018 | 2016–2017 | 2015–2016 | 2014–2015 | 2013–2014 | 2012–2013 | 2011–2012 |

| 2010–2011 | 2009–2010 |

### 2º Uniforme
| 2020–2021 | 2019–2020 | 2018–2019 | 2017–2018 | 2016–2017 | 2015–2016 | 2014–2015 | 2013–2014 | 2012–2013 | 2011–2012 |

| 2010–2011 | 2009–2010 |

### 3º Uniforme
|  |  |  |  |  |  |  |  |  |  |  |  |  |  |  |  |  |  |  |  |  |  |  |  |  |  | 2019–2020 | 2018–2019 | 2017–2018 | 2016–2017 | 2015–2016 | 2014–2015 | 2013–2014 | 2012–2013 | 2011–2012 |

| 2010–2011 | 2009–2010 |

### Outros
| Improvisada 1º 2019–2020 | 4º Uniforme 2016–2017 |

## Recordes individuais

### Recordes de partidas
| #  | País             | Nome                | Período   | Jogos |
| -- | ---------------- | ------------------- | --------- | ----- |
| 1  | Espanha          | Fran González       | 1988–2005 | 636   |
| 2  | Espanha          | Manuel Pablo        | 1998–2016 | 458   |
| 3  | Brasil           | Mauro Silva         | 1992–2005 | 442   |
| 4  | Espanha          | Juan Carlos Valerón | 2000–2013 | 414   |
| 5  | Argentina        | Lionel Scaloni      | 1998–2006 | 371   |
| 6  | Brasil · Espanha | Donato              | 1993–2003 | 369   |
| 7  | Espanha          | Sergio              | 2001–2010 | 360   |
| 8  | Espanha          | Enrique Romero      | 1998–2006 | 296   |
| 9  | Marrocos         | Noureddine Naybet   | 1996–2004 | 278   |
| 10 | Espanha          | Victor Sánchez      | 1999–2006 | 275   |

### Maiores artilheiros
| #  | País             | Nome          | Período            | Gols |
| -- | ---------------- | ------------- | ------------------ | ---- |
| 1  | Espanha          | Diego Tristán | 2000–2006          | 109  |
| 2  | Brasil           | Bebeto        | 1992–1996          | 100  |
| 3  | Países Baixos    | Roy Makaay    | 1999–2003          | 96   |
| 4  | Espanha          | Fran González | 1988–2005          | 62   |
| 5  | Espanha          | Riki          | 2006–2013          | 57   |
| 6  | Brasil           | Djalminha     | 1998–2002, 2003–04 | 50   |
| 7  | Espanha          | Pahiño        | 1953–1956          | 46   |
| 8  | Brasil · Espanha | Donato        | 1993–2003          | 46   |
| 9  | Argentina        | Rafael Franco | 1948–1951          | 44   |
| 10 | Argentina        | Tino          | 1949–1951, 1952–57 | 39   |